# Джеймс Поллак
Джеймс Поллак (англ. James (Jim) B. Pollack; 9 липня 1938 — 13 червня 1994) — американський астрофізик, який працював в Дослідницькому центрі Еймса (NASA).

## Ранні роки
Поллак народився 9 липня 1938 року, ріс у Вудмері у єврейській родині, що володіла бізнесом з виробництва жіночого одягу.

## Освіта
Закінчив Принстонський університет у 1960 році. Захистив у Берклі магістерську дисертацію з ядерної фізики у 1962 році. Продовжив навчання в Гарвардському університеті, де в 1965 році захистив докторську дисертацію (PhD) із астрофізики (займався під керівництвом Карла Сагана, ставши його першим аспірантом).

## Наукові досягнення

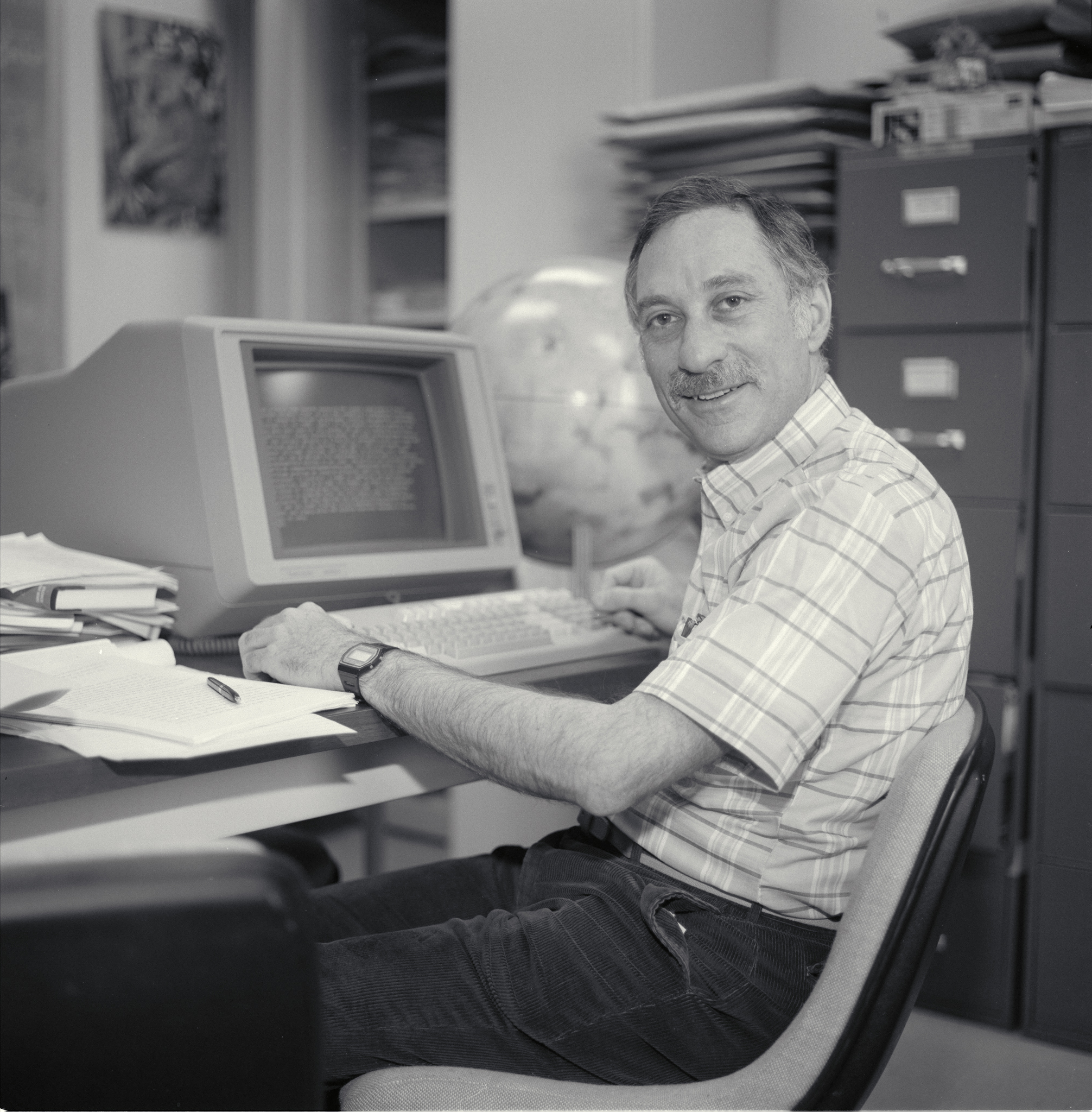
Поллак на робочому місці в Дослідницькому центрі Еймса

Поллак займався дослідженнями клімату різних планет, особливо Марса та Венери. Він вивчав погодні умови на Марсі, аналізуючи дані Марінер-9 та апаратів програми «Вікінг». На основі цієї інформації він створив масштабні комп'ютерні моделі вітрів, бурь і в цілому кліматичних умов цих планет. Вивчав перспективи тераформування цих планет, досліджував причини вимирання динозаврів. Із початку 1980-х вивчав можливість наступу ядерної зими у співпраці з рядом вчених, включаючи Крістофера Маккея і Карла Сагана.
Одна з робіт, виконана Поллаком з колективом співробітників в 1996 році, присвячена формуванню планет-гігантів. Теоретичною основою статті є так звана модель акреції ядра (core accretion), що є в даний час є стандартною пояснювальною моделлю розвитку газових гігантів.
Всього в науковій бібліографії Поллака близько 300 статей.

## Особисте життя
Поллак був відкритим гомосексуалом. Сам він не надавав цьому особливого значення (тому багатьом, навіть близьким друзям ця подробиця довго залишалася невідомою), і це не заважало його співпраці ні зі Саганом, ні з іншими колегами.

## Смерть

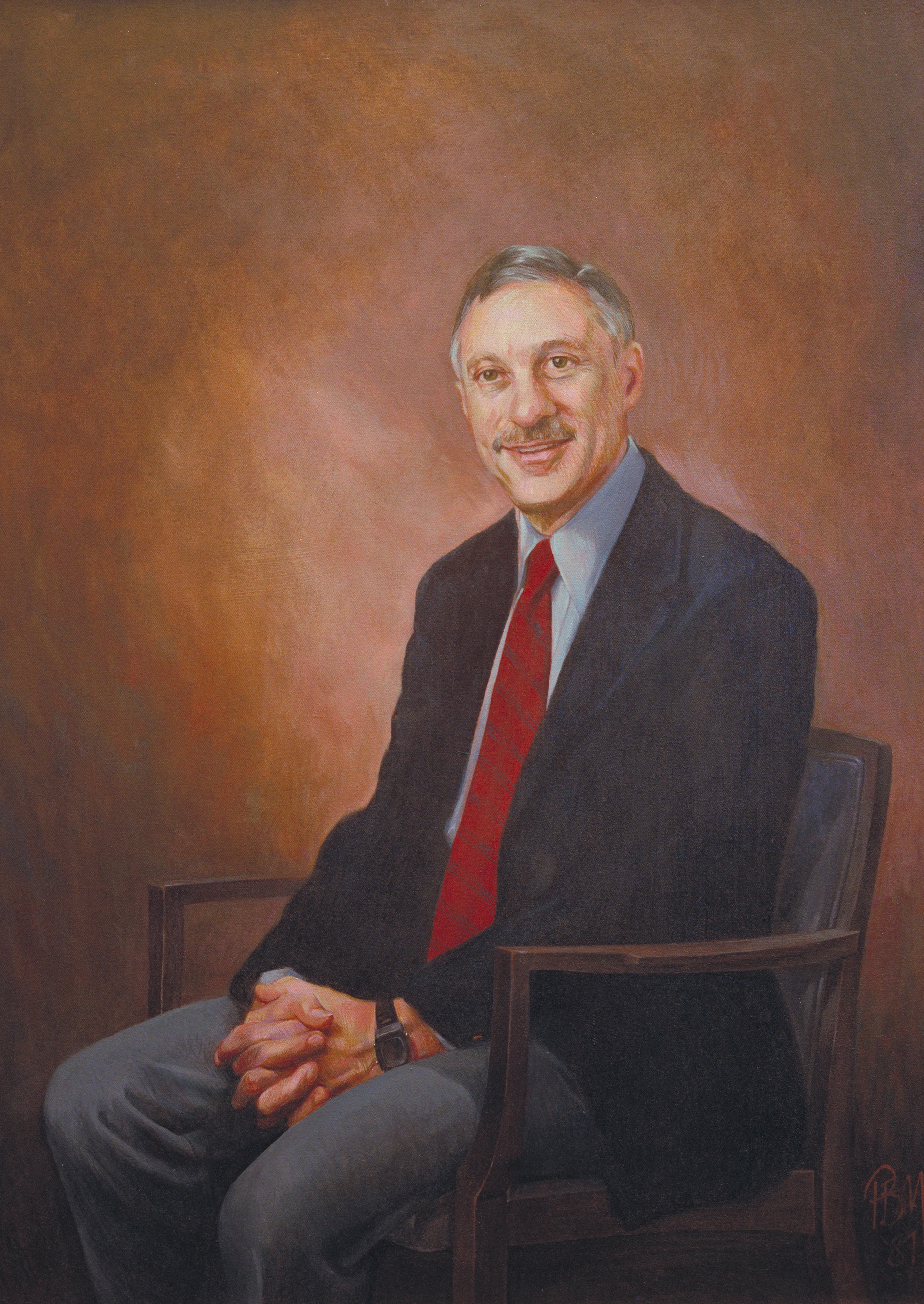
Портрет Поллака в холі Дослідницького центру Еймса

До самої смерті Поллак залишався співробітником Дослідницького центра Еймса. 13 червня 1994 року (у віці 55 років), вчений помер  у своєму будинку від рідкісної форми раку спинного мозку.

## Заслуги
У 1985 році отримав премію Лео Сіларда.

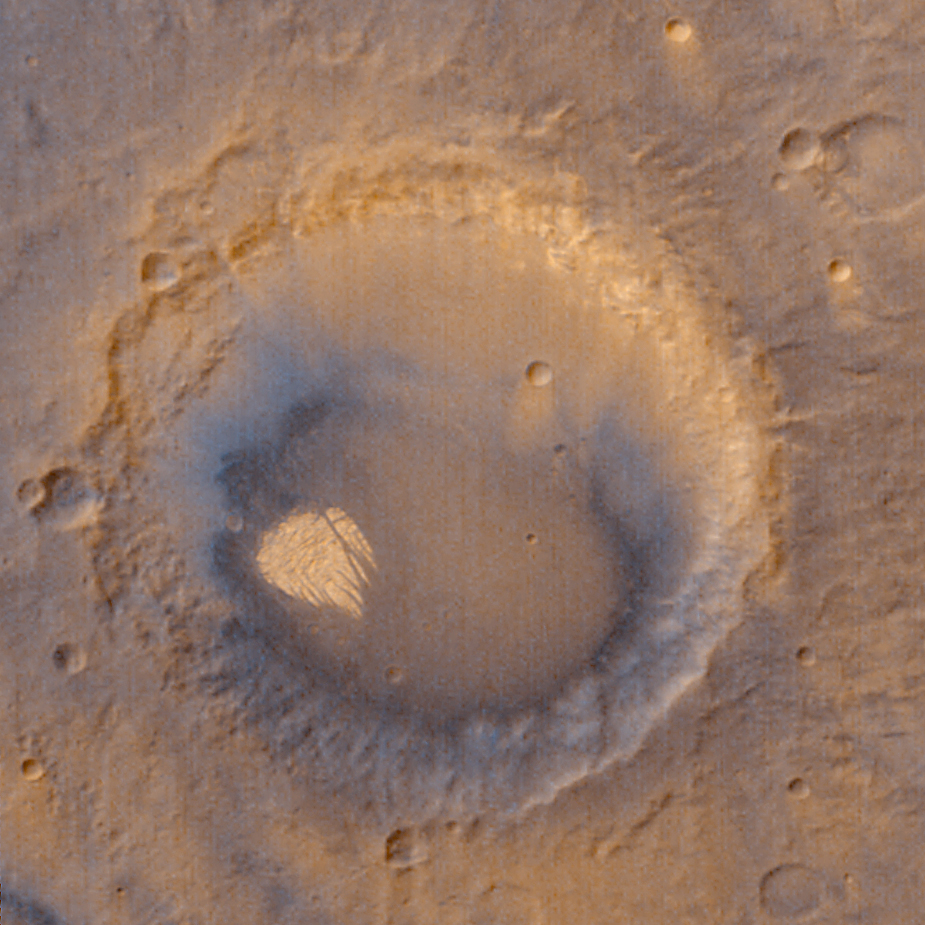
Кратер Поллак

У 1989 році Поллак отримав Премію Джерарда Койпера за видатні досягнення в планетарній науці, зроблені ним протягом усієї його академічної кар'єри.
Докладний огляд наукової діяльності Поллака представлений в статті «James B. Pollack: A Pioneer in Stardust to Planetesimals Research», опублікованої в 1996 році на симпозіумі Тихоокеанського астрономічного товариства.
У 1995 році рішенням Міжнародного астрономічного союзу іменем Поллака названий метеоритний кратер на Марсі.
У 2000 році вийшла книга Кея Девідсона про життя Карла Сагана з присвятою Джеймсу Поллаку.